# Mac Cecht
Na mitologia irlandesa, Mac Cecht doa Tuatha Dé Danann era filho de Cermait, filho de Dagda.
Ele e seus irmãos Mac Cuill e Mac Gréine assassinaram Lug em vingança à morte do pai. Os três irmãos tornaram-se conjuntamente Grandes Reis da Irlanda, dividindo rotativamente a soberania entre eles anualmente, durante um período de vinte e nove ou trinta anos, dependendo da fonte consultada. Foram os últimos reis dos Tuatha Dé Danann antes da chegada dos Milesianos.
O nome de batismo de Mac Cecht era Téthur. Foi chamado de Mac Cecht em homenagem ao seu deus, Cecht, o relha. Sua esposa era Fódla.